# Myurella nebulosa
Myurella nebulosa é uma espécie de gastrópode do gênero Myurella, pertencente a família Terebridae.